# Ungikör
Ungikör (UNGiKÖR) är en politiskt och religiöst obunden organisation som arbetar för att främja körsång bland barn och ungdomar i Sverige.
Förbundet grundades 1985 på initiativ från Sveriges Körförbund. Förbundet finansieras av statliga bidrag från Ungdomsstyrelsen. Man arbetar för körsången bland barn och ungdomar bland annat genom att arrangera aktiviteter för unga körer och körsångare runt om i landet. För närvarande (2007) har förbundet 5 000 medlemmar över hela landet. Ungikör är indelat i åtta olika distrikt som driver utveckling och samarbete mellan körerna på det lokala planet. 
Förbundet utgör också Sveriges barn- och ungdomskörrörelses representation i andra körorganisationer både i Sverige och utomlands, exempelvis Körsam, Samnam, Norbusam och Europa Cantat.
Ungikör delar årligen ut ett stipendium på 30 000 kronor (2012) till Årets barn- och ungdomskörledare.
Sedan år 2011 driver UngiKör projektet Sveriges Ungdomskör, en spetsutbildning för unga körsångare. Kören samlas 4-6 gånger årligen runtom i landet och samarbetar med välrenommerade kördirigenter i perioder om 3 år.

## Ordförande
- 1989–1997: Anne Johansson
- 1998–2000: Bodil Helldén
- 2014–2018: Helena Parrow
- 2018–2020: Mikaela Eriksson
- 2020–2022: Patrik Wirefeldt[3]
- 2022: Edward Eklöf[3]